# Escándalo de los cadetes
El escándalo de los cadetes, también conocido como Caso Ballvé, fue un escándalo sexual y político que estalló en Buenos Aires, Argentina, en septiembre de 1942, en torno a la participación de jóvenes cadetes del Colegio Militar de la Nación en supuestas fiestas sexuales organizadas por hombres homosexuales de clase alta. El principal imputado era el fotógrafo aficionado Jorge Horacio Ballvé Piñero, quien realizaba pequeñas reuniones en su departamento del barrio de La Recoleta y tomaba fotografías eróticas de los asistentes, que se convirtieron en la principal prueba utilizada en su contra. En 1942, Ballvé Piñero y su grupo de amigos, incluidos Adolfo José Goodwin, Ernesto Brilla, Romeo Spinetto y Sonia —seudónimo de Blanca Nieve Abratte, la única mujer—, entre otros, comenzaron a recoger cadetes de las calles para sus fiestas privadas, y algunos incluso desarrollaron relaciones románticas.
Una investigación interna en el Colegio Militar de la Nación destapó los hechos, que resultaron en la expulsión, baja y sanción de 29 cadetes. Ballvé Piñero sirvió de chivo expiatorio del escándalo y fue condenado a doce años de prisión por el cargo de "corrupción de menores", ya que recientemente había cumplido la mayoría de edad de 22 años y su amante tenía solo 20. La noticia del hecho tuvo un gran impacto en la sociedad y la prensa amarilla de Buenos Aires, al grado de que se difundían anónimamente entre la población listas de destacados presuntos homosexuales y se ridiculizaba regularmente a los cadetes en las calles.
El escándalo derivó en la persecución contra los hombres homosexuales más violenta en la historia argentina hasta ese momento, con una serie de allanamientos policiales y difamaciones que lograron encarcelar a muchos homosexuales, llevaron a otros al exilio y resultaron en dos suicidios. Varios historiadores señalan que el escándalo fue utilizado como excusa para el golpe de Estado de 1943 que puso fin a la llamada "Década Infame" y tuvo el autoproclamado objetivo del "saneamiento moral". Bajo el nuevo régimen aumentó la persecución a los homosexuales, y una de sus primeras políticas fue la deportación del cantante español Miguel de Molina, hecho que fue comentado en todo el país. La represión de la homosexualidad se profundizó con el ascenso del peronismo en 1946, aunque algunos autores apuntan que su relación fue más bien ambivalente.
El legado del escándalo ha sido comparado con el del juicio de Oscar Wilde en el Reino Unido, el baile de los cuarenta y uno en México y el escándalo Harden-Eulenburg en Alemania, y se considera un punto de inflexión en la historia de la homofobia del país. Sin embargo, el escándalo de los cadetes y su consiguiente persecución ha sido históricamente ignorado por los historiadores, y no fue reclamado por la cultura LGBT local como lo hizo la comunidad mexicana con el baile de los cuarenta y uno. En 2019, el dramaturgo Gonzalo Demaría se convirtió en la primera persona en tener acceso a los expedientes —cuyo contenido había sido una gran fuente de especulación para historiadores LGBT argentinos como Juan José Sebreli, Jorge Salessi y Osvaldo Bazán— y al año siguiente publicó su investigación en el primer libro que se centró en el escándalo.

## Contexto

### Contexto político y militar

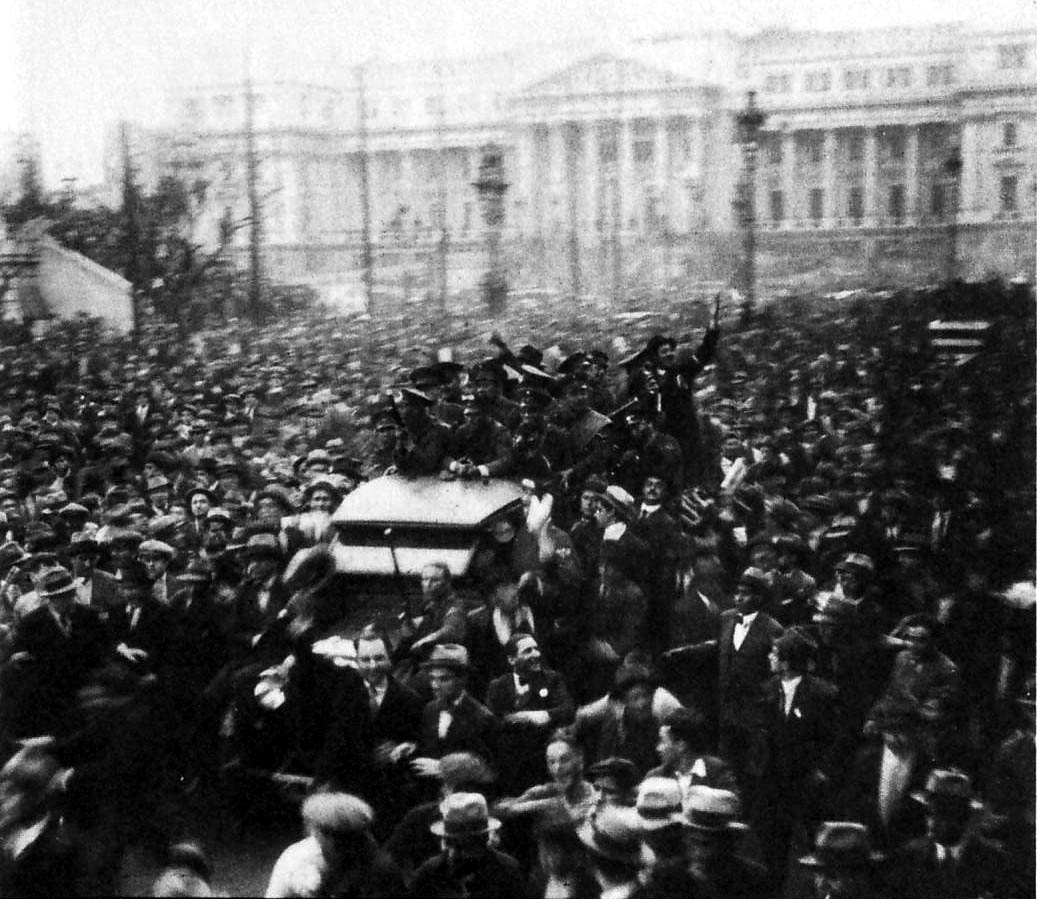
Una multitud de cadetes y civiles en la Plaza del Congreso durante el golpe de Estado ocurrido el 6 de septiembre de 1930, que dio inicio a la llamada "Década Infame".

El escándalo de los cadetes ocurrió durante un complejo período de transición de la historia argentina, entre el final de la llamada Década Infame y el ascenso del peronismo, en el contexto de la Segunda Guerra Mundial. En 1930, el primer golpe de Estado en la historia argentina del siglo XX instauró el régimen militar del general nacionalista José Félix Uriburu, que puso fin al gobierno democrático del presidente Hipólito Yrigoyen.
Tras el crac de Wall Street de 1929, el modelo económico denominado "agroexportador" de Argentina se vio fuertemente impactado, ya que los países centrales redujeron sus compras de materias primas. Uriburu era un conservador que no creía en la democracia liberal y el sistema de partidos, representando un elitismo autoritario que buscaba reemplazar la democracia con un régimen corporativista similar al fascismo italiano. Bajo el golpe de Uriburu, los cadetes del Colegio Militar de la Nación alcanzaron la cima de su prestigio, al marchar con Uriburu ese día; de hecho, el evento a veces se denomina «Golpe de los Cadetes». El reconocimiento de los cadetes se dio en la construcción de una sede más grande y opulenta en la vecina localidad de El Palomar, en la provincia de Buenos Aires.
Uriburu convocó a elecciones presidenciales en 1931, en las que el oficial Agustín Pedro Justo fue declarado ganador mediante fraude electoral. Justo era parte de la Concordancia, una alianza política que incluía su propio Partido Demócrata Nacional, la Unión Cívica Radical Antipersonalista (una rama anti-Yrigoyen de la Unión Cívica Radical) y el Partido Socialista Independiente. La Concordancia gobernó el país hasta 1943, evitando la llegada al poder de la Unión Cívica Radical mediante continuos fraudes electorales. La Década Infame vio el desarrollo de una política de industrialización por sustitución de importaciones, lo que provocó una nueva ola de inmigrantes del interior del país a Buenos Aires en busca de oportunidades laborales. Justo fue sucedido como presidente de Argentina por Roberto María Ortiz en 1938, quien murió cuatro años después, dando como resultado la asunción de Ramón S. Castillo el 27 de junio de 1942.
Las primeras pruebas documentales sobre acusaciones de homosexualidad en el Ejército argentino datan de 1880, cuando dos cadetes de dieciséis años, Felipe Goulou y César Carri, abusaron de varios compañeros. La homosexualidad se convirtió en un interés principal para el Ejército argentino a partir de 1905, cuando se descubrieron más de un centenar de homosexuales pertenecientes al Ejército Imperial alemán durante la época en que los oficiales alemanes eran asesores en la Escuela Superior de Guerra y los soldados argentinos estudiaban en Alemania. Al año siguiente, hubo un escándalo de homosexualidad en el propio Ejército argentino, cuando el capitán Arturo Macedo fue asesinado de un disparo perpetrado por el mayor Juan Comas, quien luego intentó suicidarse en un episodio considerado en ese momento como un "crimen pasional", que fue poco ocultado por la prensa. Si bien Uriburu era el presidente de facto del país, hizo la vista gorda ante otro escándalo que esta vez involucró a su familia, cuando el príncipe Jorge, duque de Kent, pasó una noche con su primo, José Evaristo Uriburu Roca, durante una visita oficial a Buenos Aires junto a su hermano, el futuro rey Eduardo VIII.

### Cultura gay en Buenos Aires

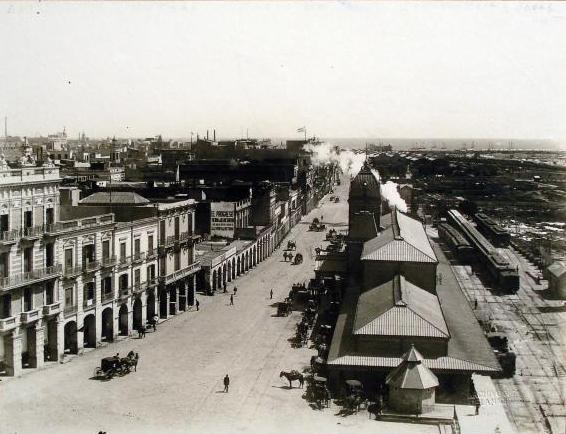
Vista de El Bajo, un área de cruising (conocida localmente como yire) para hombres homosexuales en Buenos Aires, c. 1895, con la calle Paseo de Julio (hoy avenida Alem) y la Estación Central (derecha), que fue completamente destruida por un incendio en 1897.

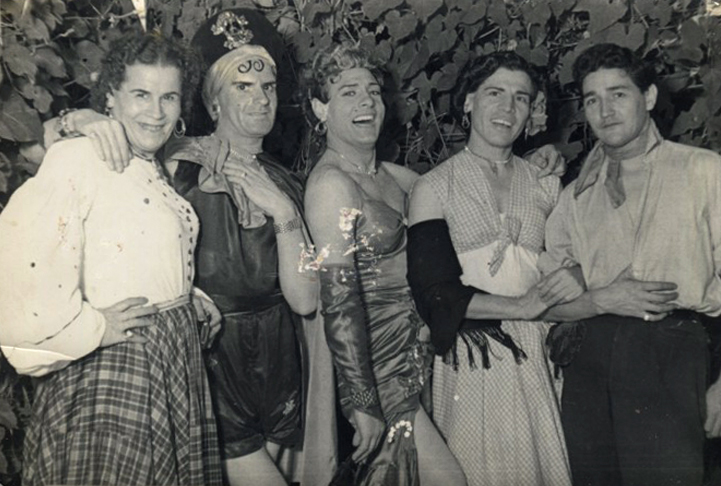
Un grupo de travestis de clase baja y gays en una fiesta clandestina en las afueras de Buenos Aires, lejos de la Policía Federal, c. 1945.

A principios del siglo XX, Buenos Aires fue escenario de una gran ola de inmigración europea, convirtiéndose en una gran ciudad cosmopolita y cambiando las costumbres tanto de la clase trabajadora como de la alta. También hubo inmigración interna de campesinos a los márgenes de la ciudad, donde convivieron trabajadores y la clase baja. Los delincuentes de estas zonas desarrollaron su propia lengua, el lunfardo, nombre que también pasó a designar a sus hablantes. Durante esta época, los barrios populares de Buenos Aires se convirtieron en el lugar de origen de la música y el baile del tango, que inicialmente se bailaba entre hombres. El surgimiento del tango estuvo acompañado de una nueva subcultura juvenil masculina, conocida como «compadritos», quienes fueron criticados como "afeminados" y "amorales" por bailar con otros hombres y por su meticulosidad con el arreglo personal y la moda.
A principios del siglo XX, la principal zona de cruising gay de Buenos Aires (conocido localmente como yire o yiro) eran los jardines de la calle Paseo de Julio, un espacio arbolado que separaba el hoy demolido edificio Recova de lo que hoy es la avenida Alem y el Río de la Plata. Este barrio sureño, conocido como El Bajo, se convirtió en lugar de fiesta de bohemios, marineros, delincuentes y prostitutas. El área de yire iba desde la Casa Rosada —donde se inauguró el monumento Las Nereidas de Lola Mora en 1903— hasta la calle Temple, donde se ubicaba la Estación Central de Ferrocarriles. Dentro del Bajo, el principal punto de encuentro de los hombres homosexuales era la estatua de mármol blanco de Giuseppe Mazzini en la plaza que, en ese momento, llevaba su nombre. Documentos médicos y policiales de la época hablan de la presencia de homosexuales en los burdeles del Bajo, conviviendo pacíficamente con todo tipo de lunfardos. Otro lugar popular de cruising gay a principios del siglo XX fue la Avenida de Mayo, inaugurada en 1894, que estaba muy cerca de la zona principal de los jardines del Paseo 9 de Julio. El yire se organizaba bajo la dinámica de las categorías loca (o marica) y chongo. En el argot desarrollado por la cultura masculina gay argentina, el llamado "habla de las locas", la palabra todavía popular chongo se usaba para denotar hombres masculinos, heterosexuales, que hacían el papel de activo; en oposición, loca era el término con el que los homosexuales abiertamente afeminados se llamaban entre sí.
Mientras Buenos Aires se convertía en un "crisol" de inmigrantes a fines del siglo XX, la élite gobernante conocida como la Generación del 80 buscaba modernizar el país, tomando a Francia como modelo. Buscando controlar la enorme afluencia de inmigrantes europeos de clase baja, implementaron un aparato estatal a gran escala basado en el movimiento de higiene social, encabezado por los médicos José María Ramos Mejía, Francisco de Veyga y José Ingenieros. Estos higienistas tipificaban las nuevas clases de delincuentes que surgían en Buenos Aires y estaban particularmente interesados en la homosexualidad. En 1908, el criminalista Eusebio Gómez escribió: "El grupo de homosexuales en Buenos Aires es numeroso. Han venido a formar su propia rama de prostitución, porque el ejercicio de su tráfico obedece, en una inmensa mayoría, no sólo al deseo de satisfacer la imposiciones propias de su naturaleza, pero, muy especialmente, para obtener una ganancia”. La revista Archivos de Psiquiatría, Criminología y Ciencias Afines —editada por De Veyga e Ingenieros— contiene las mejores fuentes históricas sobre la vida homosexual argentina de principios de siglo. En esa época se dio a conocer un grupo de ladrones travestis, cuyas biografías y fichas médicas escritas por higienistas constituyen uno de los primeros registros de la vida gay en Buenos Aires. Los únicos individuos a disposición de De Veyga e Ingenieros eran presos de origen lunfardo (es decir, la clase baja), creando así un cliché que vinculaba la homosexualidad con la vida criminal y las imitaciones paródicas de mujeres. Aunque la mayoría de las fuentes históricas se centran en la homosexualidad en las clases bajas, también se sabía que el fenómeno existía en las clases altas, por lo que los higienistas propusieron la teoría de que en las primeras era congénita, mientras que en las segundas era adquirida, principalmente por la "perversa" influencia de las clases bajas. La llamada "homosexualidad aristócrata" permaneció oculta y discreta, siendo parte de una subcultura dandi de inspiración decadente más amplia. Entre la Belle Époque y la década de 1940, los hombres gay de la clase alta argentina frecuentaban círculos cerrados de homosexuales en la alta sociedad europea, mientras que al mismo tiempo Buenos Aires se convirtió en un lugar de refugio para muchos homosexuales destacados como Jean-Michel Frank, Federico García Lorca, Witold Gombrowicz y Virgilio Piñera.
Los homosexuales de clase media y alta de Buenos Aires vivieron con relativa tranquilidad hasta 1943. Las dos zonas más populares de yire en ese momento eran los alrededores de Plaza Italia en Palermo y el Bajo, la zona de la ciudad que bordeaba el Río de la Plata, que se extendía desde Retiro hasta detrás de la Casa Rosada. En esta zona muchos marinos ingleses pasaban el rato en el bar Mission to Seamen, de la Avenida Paseo Colón, donde por las noches se mezclaban con las locas. Para 1941, la animada vida nocturna homosexual de Buenos Aires incluía estaciones de tren, el puerto y cabarets frecuentados por drag queens (conocidos como transformistas) y jóvenes prostitutos. La policía sólo se ocupaba de homosexuales de clase baja e incluso existían algunos proxenetas, hombres homosexuales mayores que organizaban citas en burdeles clandestinos con jóvenes pobres. Hasta la revolución sexual de la década de 1960, los hombres de Buenos Aires eran homosociales y la vida nocturna de la ciudad era exclusivamente masculina, lo que le daba el "aire sospechoso de una ciudad de solteros", lo que facilitaba que los homosexuales pasaran desapercibidos. En la década de 1930 se incrementó la represión de las "sexualidades desviadas", aunque la homosexualidad como tal no fue perseguida penalmente. Tras el golpe de Estado de 1930, las nuevas autoridades iniciaron una serie de reformas "moralizantes" por su proximidad con la Iglesia Católica, que pusieron fin a la pujante vida nocturna de Buenos Aires. En 1932 apareció el primer edicto policial alusivo a la homosexualidad, que sancionaba "encontrar a un sujeto conocido como pervertido en compañía de un menor". En esta tendencia, los prostíbulos fueron cerrados en 1936 —como parte de la llamada «Ley de Profilaxis Social»— y comenzó a implementarse la censura con respecto a los temas sexuales en el periodismo, la radio, el cine, el teatro y la literatura. Esta corriente antihomosexual se vio coronada por el escándalo de los cadetes en 1942, que acabó con la vida relativamente pacífica de los homosexuales de clase media y alta de Buenos Aires.

## Las fiestas de Ballvé Piñero

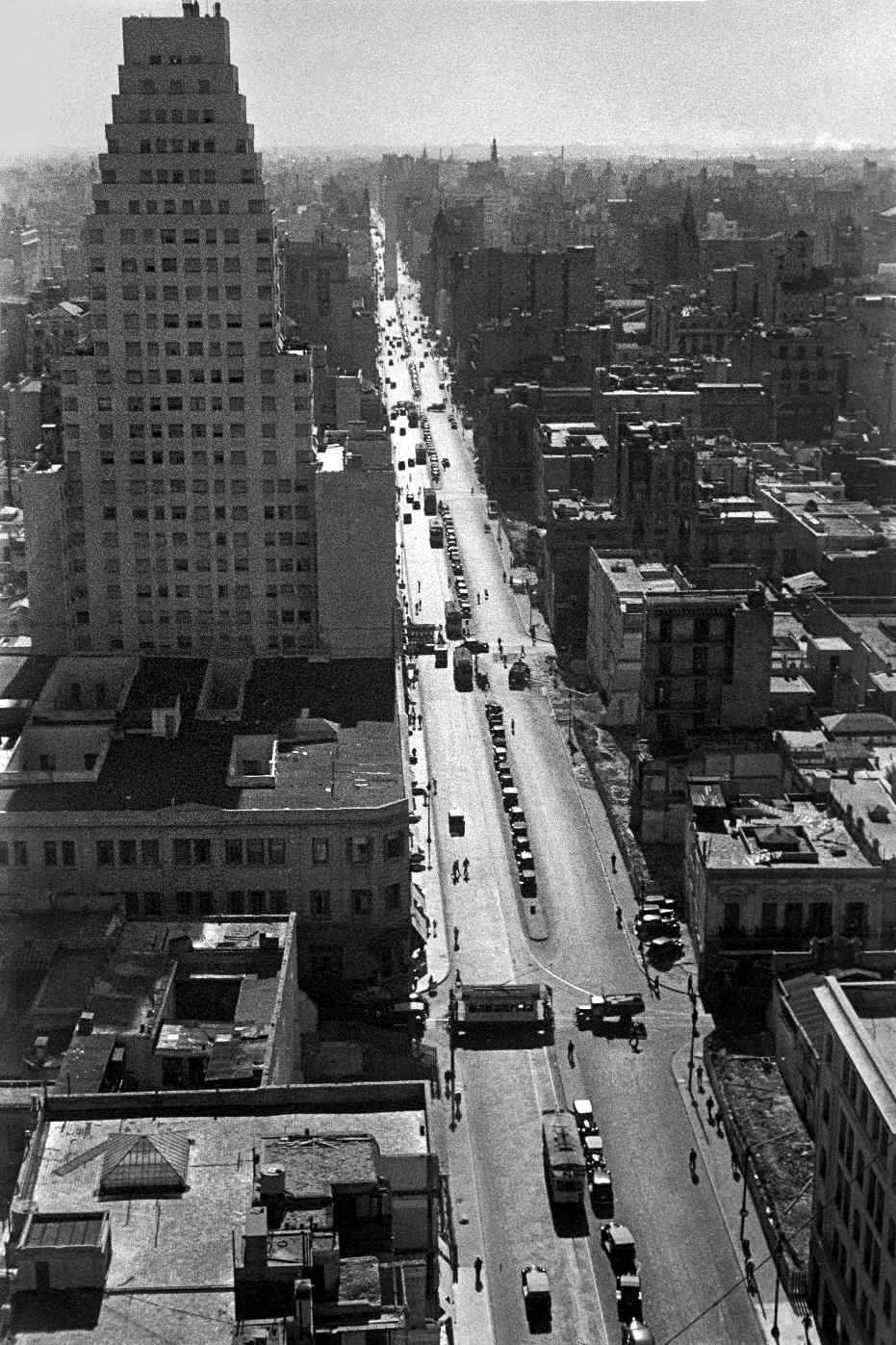
Vista de la avenida Corrientes sur en 1936, donde Ballvé Piñero recogía hombres como compañeros sexuales o modelos para sus fotografías eróticas.

Jorge Horacio Ballvé Piñero nació el 14 de julio de 1920 en Buenos Aires, de padres aristócratas, Horacio Ballvé Pallejá, capitán de barco, y Leonor Piñero Stegmann, 18 años menor que él. Durante el gobierno de Juan Manuel de Rosas —quien gobernó Buenos Aires en las décadas de 1830 y 1840— el bisabuelo alemán de su madre, Klaus Stegmann, amasó una gran fortuna, con una hacienda de miles de hectáreas fértiles. Después de la muerte de su esposo en 1925, Piñero Stegmann tomó a Jorge, de cinco años, y a sus otros dos hijos, Horacio y Héctor, y se mudó a París, donde residieron durante toda su infancia. Las únicas fuentes sobre la infancia de Ballvé Piñero son un relato autobiográfico que se incluyó en el cierre de su caso judicial y un examen médico realizado por el doctor Oscar Blanchard, quien lo examinó en noviembre de 1942, poco después de su encarcelamiento. Regresó con su familia a Argentina en 1931 y se mudó a una casa en el barrio de Recoleta. A los dieciocho años, Ballvé Piñero comenzó a frecuentar la escena homosexual en los barrios populares de Buenos Aires, como le recordó al doctor Blanchard: "Empecé a conocer gente y lugares y a contraer vicios y costumbres y todas mis añoranzas, porque en ellos desbordaban gozos, placeres y conocimientos". También comenzó a experimentar con drogas, incluyendo Aktedol (un estimulante de fosfato), cocaína y opio. Alarmada por su abuso de este último, la madre de Ballvé Piñero decidió internarlo en el sanatorio de Loudet en noviembre de 1938. Aunque el motivo original fue la adicción a las drogas, durante su hospitalización se sometió a procedimientos médicos para tratar de "curar" su homosexualidad, que incluían aplicar testosterona inyectable en sus testículos. En diciembre de 1938 fue trasladado a la Colonia Nacional de Alienados de Open Door —llamada así por el sistema de "puertas abiertas" que se oponía al modelo carcelario de asilos—, donde permaneció seis meses. Ballvé Piñero abandonó el establecimiento en 1939 pero rápidamente fue ingresado por su madre en el prestigioso sanatorio Chacot de Martínez, donde permaneció otros seis meses tratando su homosexualidad. En marzo de 1940, Ballvé Piñero abandonó abruptamente el sanatorio de Chacot tras ser sometido a una terapia de choque con insulina, un tratamiento novedoso para la esquizofrenia.

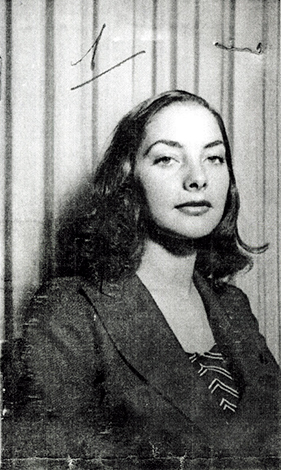
Sonia, de 19 años, seudónimo de Blanca Nieve Abratte, era la única mujer del grupo y principal acusada.

A principios de 1941, Ballvé Piñero, de 21 años, se fue a vivir con sus abuelos maternos a la Avenida Santa Fe, donde inició, según sus propias palabras, "una [nueva vida] de placer y libertad en la que mi única preocupación sería para mi placer personal y mi único propósito de procurarlo". Sus relaciones sociales cambiaron sustancialmente, dejando atrás a sus compañeros de escuela para juntarse con "locas", "chongos" y prostitutas. Como parte de esta nueva vida, Ballvé Piñero comenzó alquilando una casa de soltero en el centro de la ciudad, y luego, tras la muerte de su abuelo, se mudó por completo a un departamento en la calle Junín 1381, en Recoleta. Fue allí donde tomó forma su proyecto de fotografía amateur, que se convirtió en una de sus mayores aficiones. Las fotografías de Ballvé Piñero eran una colección de retratos eróticos en blanco y negro de modelos masculinos, muchos de ellos desnudos, con detalladas inscripciones manuscritas del lugar y fecha aproximada y detalles del modelo, su trabajo e indicaciones de dónde se habían conocido. Ballvé Piñero explicó a peritos médicos en 1941 que su modus operandi para recoger jóvenes consistía en conducir a baja velocidad por la Avenida Corrientes, entre las calles Alem y Esmeralda, a las dos o tres de la madrugada, hasta encontrar a alguien que le llamara la atención. Muchos "chongos" frecuentaban la avenida en busca de otros hombres, por necesidad de dinero o simplemente por sexo.
El discurso establecido sostiene que en el departamento de Ballvé Piñero se realizaban multitudinarias orgías y fiestas sexuales, lo que ha sido desestimado por investigaciones más recientes como una "leyenda urbana", describiéndolas en cambio como encuentros más o menos improvisados con bailes entre varios jóvenes, copas y discusiones políticas. Sin embargo, este tipo de fiestas sí se realizaban según varios testimonios, entre ellos un baile de travestis —solo asistido por "locas"— y otro realizado hacia 1937 por el llamado "Barón Hell" —el espía alemán Georg Helmut Lenk— en la casa del aristócrata Pepo Dose en la Avenida Alvear. También se realizaron celebraciones en las casas del sur de Buenos Aires del arquitecto Daniel Duggan y de un hombre no identificado conocido como Horacio Hercout Zamborain. En las fiestas de Hercout Zamborain supuestamente fueron tomadas fotografías grupales por un retratista conocido como Prado del estudio fotográfico Estudio Fotográfico F. de Renoir, que fue allanado luego del estallido del escándalo en septiembre de 1942. La tradición del desnudo fotográfico había llegado a Buenos Aires desde el enorme mercado de postales eróticas o abiertamente pornográficas que se distribuían desde Francia a principios del siglo XX. Tanto los retratistas como sus modelos eran generalmente anónimos, aunque la investigación desatada por el escándalo de los cadetes llevó a otros fotógrafos dedicados al tráfico de postales para el público homosexual, entre ellos el llamado Prado, Ítalo Sala Salas (bajo el seudónimo de "Gil") y Gustavo Torlich. Junto con Ballvé Piñero, estos hombres ahora son considerados pioneros de la fotografía homoerótica en Argentina.

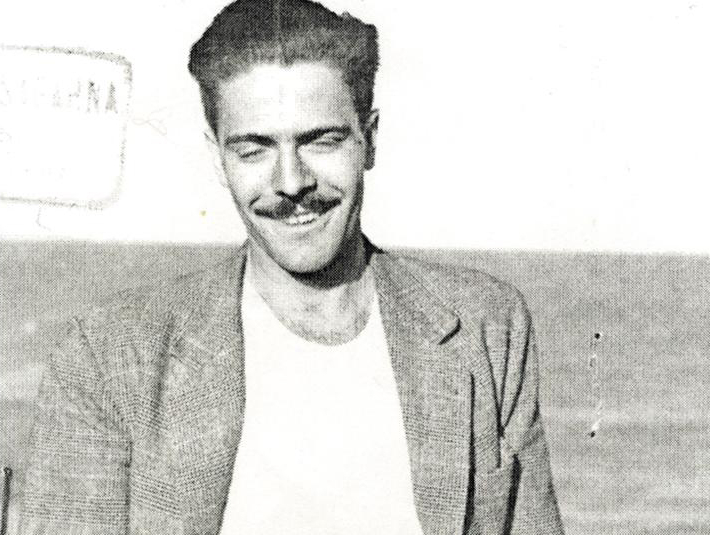
Adolfo José Goodwin, íntimo amigo de Ballvé Piñero y uno de los principales implicados en el escándalo.

El grupo cercano de amigos de Ballvé Piñero incluía a Adolfo José Goodwin, Ernesto Brilla, Romeo Spinetto y la joven modelo Sonia (seudónimo de Blanca Nieve Abratte), la única mujer involucrada. Otros amigos mutuos del círculo burgués al que pertenecía eran Pepe Emery, Raúl Herrán Molina y el reconocido arquitecto Daniel Duggan. Ballvé Piñero, Goodwin y Spinetto tenían un fetiche por los uniformes y comenzaron a salir con cadetes a través de Brilla, con quienes compartían el gusto por los militares. A mediados de 1942 se unieron al grupo de amigos Mario Indalecio Villafañe y Javier Calvo Reyes. Entre junio y julio, los jóvenes comenzaron a dedicarse casi exclusivamente a seducir a los cadetes, transitar por la Avenida Santa Fe y utilizar a la joven Sonia para captar su interés por las fiestas. Ballvé Piñero conoció a su primer cadete, Pedro, la noche del 15 de junio de 1942 —quien había sido recogido por Brilla en la Avenida Corrientes esa misma tarde— y pronto entablaron una relación sentimental. Pedro presentó al grupo de amigos a los compañeros cadetes Juan Carlos y Jorge, y todos comenzaron a salir juntos. Por su parte, Goodwin también inició un noviazgo con el cadete Juan Carlos. Según el artista Fernando Noy —que tomó su versión de Paco Jamandreu y uno de los cadetes implicados— en los encuentros solían participar diez o doce señoras acomodadas a modo de "camuflaje", intercaladas con sus diseñadores como el propio Jamandreu, y el cadete invitado por Abratte. Una vez que estas mujeres salían a la medianoche, las "locas" llegaban a la fiesta en carros de lujo —muchos de ellos travestidos— para tener encuentros con los "chongos". Los invitados a las fiestas eran reclutados directamente a través de algunos proxenetas como Jorge Olchansky (bajo el seudónimo de Celeste Imperio), y también por la joven Sonia. Además de la calle Junín, muchas de las fiestas se realizaban en el apartamento de Rómulo Naón, otro joven de clase alta, en la calle Beruti.

## Investigación y arresto
El 19 de junio de 1942 el compañero de habitación del cadete Pedro, Angelito, comenzó a sospechar y decidió espiar a Brilla, lo conoció y luego lo siguió en secreto para ver cómo seducía a otros cadetes. Entonces decidió hablar con un superior, el cabo Díez, quien le pidió que colaborara en una discreta investigación. Mientras su pareja estaba fuera, Angelito revisó su guardarropa y encontró cajas de chocolates y dulces, un anillo de oro y un depósito de dinero, en paquetes que tenían escrito el nombre de Ballvé Piñero. Paralelamente, luego de asistir a una fiesta en la calle Junín el 10 de julio, dos cadetes indignados hablaron con su superior, el sargento Inchauspe, quien decidió asistir con ellos a la próxima fiesta de cumpleaños de Ballvé Piñero el día 19 para investigar el asunto. En la reunión, Inchauspe terminó golpeando a Spinetto, quien intentaba tocarle el pene en el baño, y luego puso el hecho en conocimiento de los superiores del Colegio Militar de la Nación. Versiones anteriores —como un relato contemporáneo de La Nación— atribuían el estallido del escándalo a una supuesta extorsión a unos cadetes con fotografías de Ballvé Piñero, algo que posteriormente se confirmó como falso al no figurar en los expedientes, además de que se trataba de un hombre rico que voluntariamente regalaba dinero y regalos a los cadetes.
El 21 de agosto, el primer teniente Noms redactó un informe con los datos recabados por Inchauspe y, ese mismo día, la Policía Federal realizó un allanamiento en el departamento de Ballvé Piñero, donde decomisaron 121 fotos que involucraban a cadetes, lo que tuvo como consecuencia directa la expulsión, despido y sanción de los implicados.
El 2 de septiembre, el coronel Daul firmó una orden en la que nueve cadetes fueron expulsados, seis fueron dados de baja y otros catorce fueron castigados con diferentes cantidades de días de arresto. El 3 de septiembre se realizó un segundo allanamiento al departamento de Ballvé Piñero; para entonces, se acababa de presentar una denuncia ante la justicia civil por parte de tres hombres de clase alta —Fernando Cullen, Andrés Bacigalupo Rosende y Franklin Dellepiano Rawson—, quienes formalizaron una demanda por corrupción de menores, llevada por el fiscal Luciano Landaburu y el juez de instrucción Narciso Ocampo Alvear.
Ballvé Piñero fue detenido el 6 de septiembre. Sirvió de chivo expiatorio, y fue presentado como el "jefe de la pandilla", agregándose a su expediente cualquier nuevo caso de homosexualidad en las fuerzas armadas. El papel de Ballvé Piñero en el escándalo de los cadetes fue tal que fue conocido como el "Caso Ballvé", tanto por la prensa como por la fiscalía. El tabloide Ahora, por ejemplo, le dedicó un extenso artículo en el que toda la culpa recaía sobre él.

## Impacto

### Sociedad y política

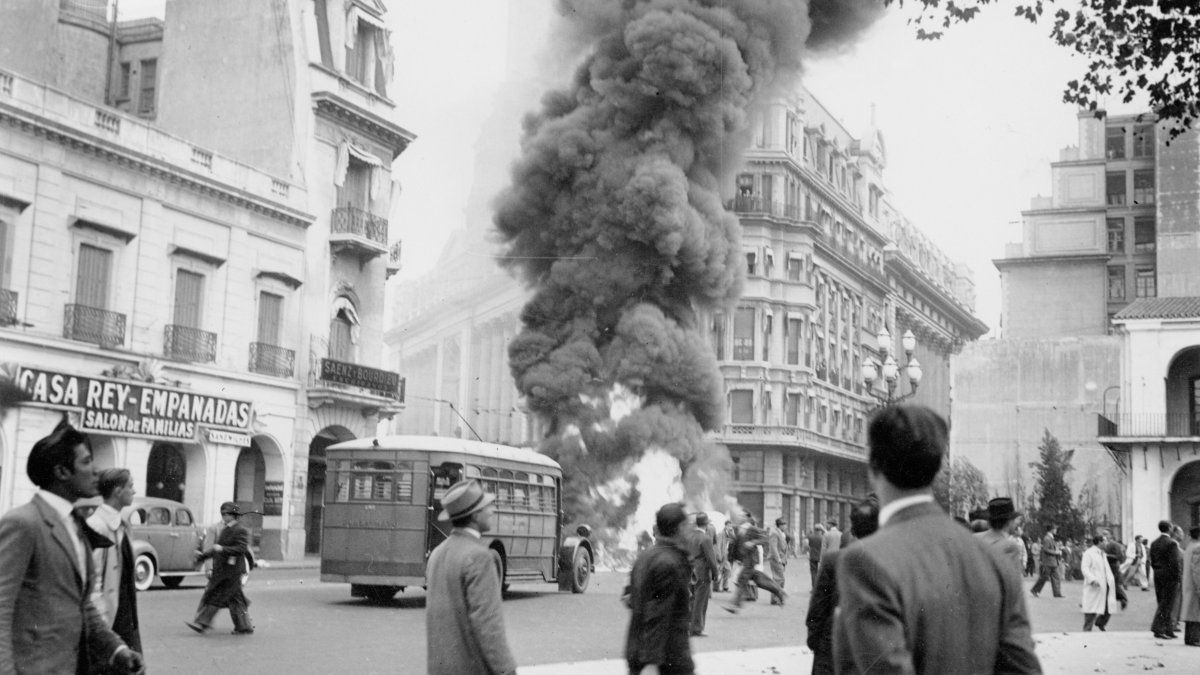
Vista de los disturbios durante el golpe de Estado de 1943, que tenía el objetivo autoproclamado de "sanidad moral". Varios historiadores han relacionado el impacto del escándalo de los cadetes con el golpe.

El escándalo estalló en septiembre de 1942 y causó un gran impacto en la sociedad argentina, provocando un pánico moral. Para el 11 de septiembre, el rumor había comenzado a extenderse entre el público en general, que especulaba sobre las identidades de los hombres involucrados. Los cadetes se convirtieron en objeto de burlas homofóbicas regulares por parte de los civiles, por lo que comenzaron a salir vestidos sin su uniforme. En consecuencia, el Ministerio de la Guerra emitió una resolución que los obligaba a portar el uniforme públicamente a pesar de cualquier incidente, y a "no tolerar ninguna broma que atente contra el honor militar". La noche del 26 de septiembre se produjo una gran pelea callejera en el centro de la ciudad entre cadetes y civiles y, a la semana siguiente, salieron en pequeños grupos dispuestos a atacar a cualquiera que los insultara, hiriendo gravemente a un joven. El 2 de octubre, una obra de revista titulada ¡Para Río me voy! se estrenó en el teatro Maipo, que incluyó un número que parodiaba el escándalo. Tanto en su estreno como en la siguiente función, hubo peleas físicas entre cadetes y civiles, altercado que no fue divulgado por la prensa.
La sociedad argentina interpretó el escándalo de las cadetes como evidencia de un aumento de la homosexualidad, supuestamente provocado por el cierre de prostíbulos, lo que no permitía a los hombres satisfacer sus "instintos sexuales". Además, se creía que la convivencia y el encierro de personas del mismo sexo en lugares cerrados favorecía la expansión de las prácticas homoeróticas. Las investigadoras Karina Inés Ramacciotti y Adriana María Valobra señalan que el escándalo “tuvo un impacto simbólico, acentuando una homofobia pasada y cuestionando la efectividad de [la Ley de Profilaxis Social]”. Influenciado por esto, el presidente de facto Edelmiro Julián Farrell habilitó el funcionamiento de prostíbulos en las inmediaciones de los cuarteles militares en 1944.
La noticia del escándalo estalló en la prensa los días 30 y 31 de octubre de 1942, y se dividió entre quienes no se atrevieron a publicar más que un breve párrafo lleno de eufemismos y, por otro lado, el periodismo amarillista, sensacionalista, ilustrado con fotos ficticias. Tanto la policía como la prensa hicieron referencia a una "secta secreta" de homosexuales que buscaba corromper a la juventud y en especial a los integrantes de una de las "instituciones más prestigiosas" del país. El diario La Prensa —que hasta entonces apenas había mencionado la homosexualidad en sus páginas— se entretuvo especialmente con el caso y sentó el precedente de cómo la prensa argentina presentaría la homosexualidad durante el resto del siglo XX, únicamente a través del escándalo. El tabloide Ahora, controlado por militares nacionalistas, aprovechó el caso para atacar no solo al Partido Conservador, sino a la democracia misma.
Varios escritores consideran que el escándalo de los cadetes sirvió como una de las justificaciones del golpe de Estado militar que se produjo nueve meses después, el 4 de junio de 1943, que tuvo el autoproclamado objetivo de "sanidad moral" y promovió la idea de un "oligarquía corrupta". La mayoría de los historiadores coinciden en que la sociedad secreta militar Grupo de Oficiales Unidos (GOU) desempeñó un papel decisivo tanto en la organización del golpe como en el gobierno militar que surgió de él. Los historiadores Omar Acha y Pablo Ben afirman que: "El escándalo [de los cadetes] pronto fue neutralizado y no tuvo ningún papel en la legitimación del golpe de Estado de junio de 1943". Acha y Ben señalan que si bien las críticas a la "corrupción" de los políticos y la defensa de la moralidad se mencionan en los documentos del GOU, la acusación de "sexual invertida" solo se usó después del golpe, dentro de las luchas internas de los sectores militares, en el que el grupo buscaba desplazar a un funcionario del Ministerio de Justicia e Instrucción Pública. El GOU quería desalojar a los políticos que habían construido un estado "inmoral" y habían "prostituido" a las Fuerzas Armadas. Pronto, esta imagen de un estado indecente asociado a una clase política corrupta se consolidó bajo el concepto de «Década Infame», con el que se empezó a calificar al gobierno anterior.

### Consiguiente persecución gay

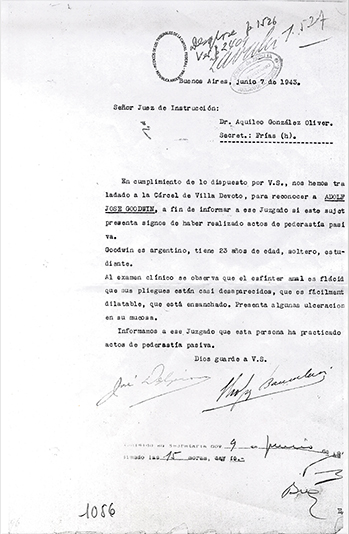
Informe médico realizado a Goodwin en 1943, como parte de su caso judicial, que describe su esfínter anal como "flácido" y "fácilmente expandible".

El estallido del escándalo derivó en el ataque contra los homosexuales más violento de la historia argentina hasta ese momento, un episodio ampliamente ignorado por los historiadores. El gran allanamiento logró detener a hombres de gran prestigio social, mientras que tres de los participantes —Naón, Ostwald y Subercaseaux— lograron exiliarse en Montevideo, Uruguay, hasta que se proscribió la pena. En las dos semanas que siguieron a la detención de Ballvé Piñero, el resto de la "pandilla" fue capturado uno a uno. Goodwin fue aprehendido el mismo día que su amigo, mientras que Spinetto y Naón fueron detenidos al día siguiente, el 7 de septiembre de 1942. El 9 de septiembre, Brilla, Villafañe y Calvo declararon en el Palacio de Justicia y fueron detenidos inmediatamente después. El juez Ocampo ordenó la búsqueda de las personas que aparecían en las fotografías de Ballvé Piñero, así como las mencionadas por los demás detenidos en sus testimonios. En particular, buscaban hombres que cumplieran el rol sexual pasivo, conocidos como "invertidos", mientras que los activos, no condenados por la sociedad por ejercer la penetración, solo eran cuestionados para llegar a más de ellos. La acusación de corrupción de menores ha sido calificada como un "subterfugio para ocultar la persecución de los hombres homosexuales", ya que el principal acusado, Ballvé Piñero, no alcanzó la mayoría de edad (que en ese momento era de 22 años) hasta julio y en algunos casos los presuntos corruptos no solo eran mayores de edad sino también mayores que los presuntos corruptores. Los jueces presionaron a los arrestados para que divulgaran los nombres de otros homosexuales para poder encontrarlos. Durante los testimonios se mencionaron varias figuras de alto rango en los negocios, las artes, las fuerzas armadas y los sistemas ejecutivo y judicial, entre ellos Hernán Pacheco Bosch, Alejandro Lamarca Martínez de Hoz y Miguel Cullen Crisol, estos dos últimos solo citados para dar una declaración testimonial. Muchos de los hombres mencionados en la acusación terminaron en prisión preventiva, entre ellos el escritor Carlos Zubizarreta, Miguel Ángel Bres Miranda, Raúl Padilla y el coreógrafo Rafael García.
El 17 de septiembre se llevó a cabo una sesión secreta en el Senado, donde se formó una comisión especial para investigar a los homosexuales, integrada por la persona que había solicitado la formación de la comisión, Sánchez Lago, más González Iramaín y el futuro candidato a la presidencia en 1946 José Tamborini, de la Unión Cívica Radical. El 6 de noviembre de 1942 el fiscal Landaburu elevó su pedido de prisión preventiva a Ballvé Piñero, Goodwin, Spinetto, Villafañe, Calvo Reyes, Brilla, Sonia, Olchansky, Horacio Alberto Arata, Andrés Augusto Lucantis y Carlos Podestá Méndez por los cargos de “corrupción de menores y asociación ilícita”; así como a Naón, Duggan, Eduardo Crempien, Barón Hell, Miguel Ángel Bres Miranda, Rafael Ponferrada, Rafael Edmundo García, Horacio Alberto Cabrera, Raúl Padilla, Fernando Emery, Juan Bautista Mihura, Alberto Ricardo Frías, Ítalo Sala Salas, Walter Cabeza Serrano y Horacio González por “corrupción de menores”. También solicitó la captura de algunos prófugos, como Guillermo Simón Ostwald o Raúl Herrán Molina, así como nuevas rondas de declaraciones y la localización de varios testigos. El juez Ocampo resolvió tres días después, ratificando los pedidos del fiscal y agravando la situación de Naón al incluirlo en el primer grupo. La resolución del juez no se refiere en ningún momento a los delitos de que se trata, sino simplemente a la homosexualidad, y ha sido calificada como "digno de figurar en historias y estudios sobre temas de género en el país e incluso en el mundo". Entre los únicos argumentos de defensa para defender abiertamente la homosexualidad estaba el del abogado de Spinetto, Horacio Monje, quien citó Sodoma y Gomorra de Marcel Proust y Corydon de André Gide, afirmando que los homosexuales padecen una enfermedad innata y, por lo tanto, no punible. En 1944, el abogado de Brilla, Eduardo Howard, hizo declaraciones similares. A fines de marzo de 1943, la causa pasó de manos del juez de instrucción Ocampo a las del juez de sentencia Aquileo González Oliver.

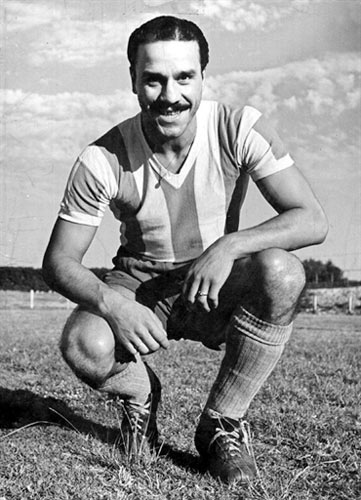
El futbolista José Manuel "Charro" Moreno fue una de las figuras más famosas cuestionadas por la justicia penal.

El 3 de marzo de 1944, el nuevo fiscal del caso, Roberto Fernández Speroni, solicitó las siguientes penas: dos años de prisión para Padilla y Emery; dos años y seis meses para Lenk; tres años para Sonia, Arata, Calvo, Naón, Villafañe, Bres Miranda, Crempien, Mihura, Duggan y García; tres años y seis meses para Podestá Méndez; cuatro años para Lucantis y Sala Salas; cinco para Olchansky; ocho para Goodwin; doce para Brilla y dieciocho para Ballvé Piñero, a quien consideró el "eje central de esta verdadera organización". Por su papel como anfitrión de fiestas, Duggan fue uno de los principales objetivos del caso. El futbolista José Manuel "Charro" Moreno fue una de las figuras más famosas cuestionadas por la ley, debido a su amistad con el arquitecto, quien poseía fotos de él desnudo. Moreno afirmó que el motivo de esas fotos era exaltar su complexión atlética y que no tenía conocimiento de la homosexualidad de Duggan. No se ha probado que la relación de Duggan con Moreno fuera de naturaleza sexual. Después de cumplir su condena, Duggan se suicidó. En 1945, Naón escapó de su arresto durante una visita al Palacio de Justicia y no fue capturado nuevamente. El 26 de junio de 1947, el juez Tolosa Castro dictó sentencia sobre el Caso Ballvé, ordenando las siguientes penas: doce años de prisión para Ballvé Piñero; nueve para Brilla; cuatro años y nueve meses para Sonia, Arata, Calvo y Villafañe; cinco años para Goodwin y Podestá Méndez; cuatro años y diez meses para Lucantis; seis años para Olchansky y Spinetto; y cuatro años y ocho meses para Bres Miranda. La sentencia definitiva fue redactada por Speroni el 28 de mayo de 1948, ratificando las sentencias dictadas por Tolosa Castro y dando por cumplidas las de Sonia, Goodwin y Bres Miranda.
La persecución de los homosexuales desatada a mediados de septiembre de 1942 se intensificó en los años siguientes. Apenas estalló el escándalo comenzaron a circular huellas anónimas donde figuraban como participantes de las orgías destacados políticos, oficiales de las Fuerzas Armadas, altos prelados, damas de la alta sociedad y profesionales. Ante los rumores masivos, la prensa publicó largas listas de personas de gran prestigio que supuestamente eran homosexuales. Roberto Noble —futuro fundador del diario Clarín— emitió un comunicado público negando su participación en orgías luego de ser mencionado en estas listas. Noble estuvo involucrado en el caso por tener una aventura con Sonia; el hecho de que ella no haya sido acusado de corrupción de menores —pese a haberse acostado con el joven de 19 años— apunta al verdadero motivo de una persecución homosexual. En 1947, Clarín borró toda referencia a Noble cuando informó sobre la sentencia del Caso Ballvé. Adolfo De Bruyn, un aristócrata de 54 años que era miembro de varias sociedades empresariales y filantrópicas, se suicidó el 14 de diciembre por vergüenza pública. No había sido investigado por la policía, pero su nombre fue difundido por el diario Crónica en octubre.

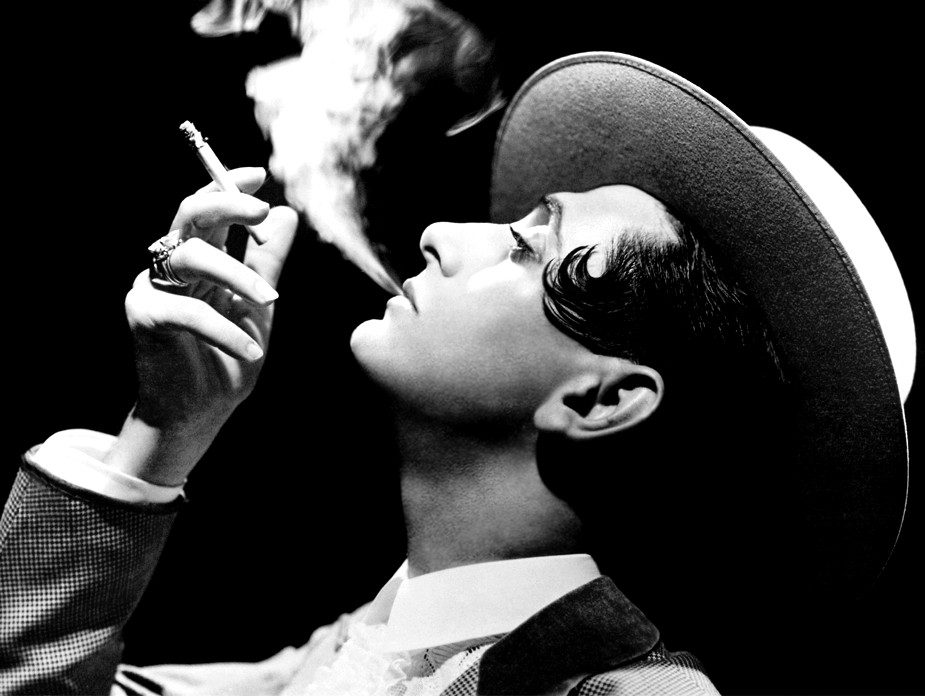
Bajo el nuevo régimen militar, la deportación del cantante español Miguel de Molina en 1943 se convirtió en el esfuerzo antihomosexual más notorio hasta ese momento. Molina regresó a Argentina en 1946, donde fue protegido por Eva Perón, y permaneció hasta 1957.

La represión de la homosexualidad se incrementó con el nuevo régimen militar instalado el 4 de junio de 1943, como parte de la censura y control que ejercía sobre la radiodifusión, los periódicos, el teatro, los sindicatos y la actividad política. Aunque durante el resto de 1942 las actividades homosexuales estuvieron más vigiladas que de costumbre a raíz del escándalo, fue el nuevo régimen quien llevó a cabo la primera operación antihomosexual de gran repercusión: la deportación del cantante y actor español Miguel de Molina, que se había radicado en Buenos Aires en 1942. A mediados de la década de 1930, de Molina era el actor más popular de España, pero tuvo que exiliarse debido a la llegada al poder del dictador Francisco Franco, tras lo cual comenzó a ser atacado por sus ideas políticas y su sexualidad. En el puerto de Buenos Aires, de Molina fue despedido por las reconocidas actrices Iris Marga, Gloria Guzmán y Sofía Bozán, aunque no asistieron hombres por el estigma de la homosexualidad. El episodio fue comentado en todo el país y, por primera vez, la homosexualidad fue discutida públicamente en todos los sectores sociales. El escritor Osvaldo Bazán señaló que: "El castigo por el escándalo de los cadetes y la [deportación] de Miguel [de Molina] buscaban disciplinar a las 'locas' de Buenos Aires. El miedo hizo el resto". En 1944 —durante el gobierno de facto de Pedro Pablo Ramírez— se convirtió en best-seller un libro de ciencia antihomosexual escrito por el doctor J. Gómez Nerea, que describía la homosexualidad argentina en los siguientes términos:

"Se sabe que en el ambiente literario y artístico de Buenos Aires hay un porcentaje muy alto de invertidos. Actores, poetas, políticos de renombre [y] magistrados practican el terrible vicio, y aunque la sociedad les ha señalado con el dedo de la estigmatización, nada se puede hacer contra ellos... (...)... el porcentaje de inversión sexual alcanza cifras altísimas, quizás astronómicas. No en vano se escucha en países extranjeros, sobre todo en países vecinos, que Buenos Aires le disputa a las grandes capitales del mundo, Berlín, por ejemplo, el primer lugar en cuanto a número de homosexuales. (...)... si no los enumeramos y nombramos es simplemente para evitar la persecución de una ley más destinada a proteger a los invertidos que a reprimir o contener su anomalía. De hecho, considero que una de las formas más adecuadas para poner un atajo a este mal sería la publicación de los nombres de los homosexuales, ya que de esta manera los jóvenes podrían ser tan cautelosos como lo son con el leproso y evitar la propagación del vicio".

Una de las primeras medidas tomadas por la dictadura militar en 1944 fue un Reglamento Interior de las Fuerzas Armadas, el primer documento público militar en mencionar explícitamente la homosexualidad como causa de encarcelamiento y expulsión. En 1952 —bajo el gobierno democrático de Juan Domingo Perón— se aprobó en el Congreso una ley militar donde no sólo se condenaba el "acto", sino que el simple "ser" homosexual pasaba a ser causa de despido. Entre 1946 y 1949, el gobierno peronista cerró los cabarets del Bajo, incluidos los pocos bares gay existentes. En la provincia de Buenos Aires, el gobernador Domingo Mercante prohibió votar por candidatos políticos homosexuales en 1946. El punto nodal de la persecución de la homosexualidad estuvo en el Reglamento de Procedimientos Contravencionales, que otorgó a la Policía Federal la potestad de sancionar sus propias leyes en materia de seguridad, incluida la homosexualidad, que no existía como delito en el Código Penal. Luego de recopilar testimonios de travestis argentinas mayores de setenta años, la antropóloga Josefina Fernández encontró en 2004 que la mayoría de ellas consideraban el primer período del gobierno de Perón como "el que más claramente inició la persecución de hombres homosexuales y travestis, practicaran o no prostitución callejera”. En esos años, las travestis (identificadas en ese momento como «mariconas») comenzaron a ser encarceladas regularmente en la prisión de Devoto, como "agresoras sexuales". Según Omar Acha y Pablo Ben, la definición de los hombres homosexuales como un grupo singular se estableció durante el primer gobierno de Perón, aunque el concepto de homosexualidad que caracterizaba la época era diferente al que prevalece en la actualidad. Adrián Melo caracterizó la relación del peronismo con la homosexualidad como "ambigua", señalando que significó cierta relajación en las costumbres. Según el escritor Pablo Gasparini: "El peronismo parece tener, sin embargo, algo de fiesta. El erotismo que surge de este encuentro de clases es poderoso. La relación de la 'marica' burguesa con el 'chongo' de la villa no sólo llenó de lamentaciones sino también de saunas. Testimonios personales muestran la existencia de saunas gay en Buenos Aires en la década de 1950, cuando no había ninguno en Nueva York". Es conocida la estrecha relación entre la primera dama Eva Perón —figura icónica para varios autores gay— y su diseñador Paco Jamandreu, y las memorias de este último son testimonio de la vida gay encubierta de la época.

## Legado

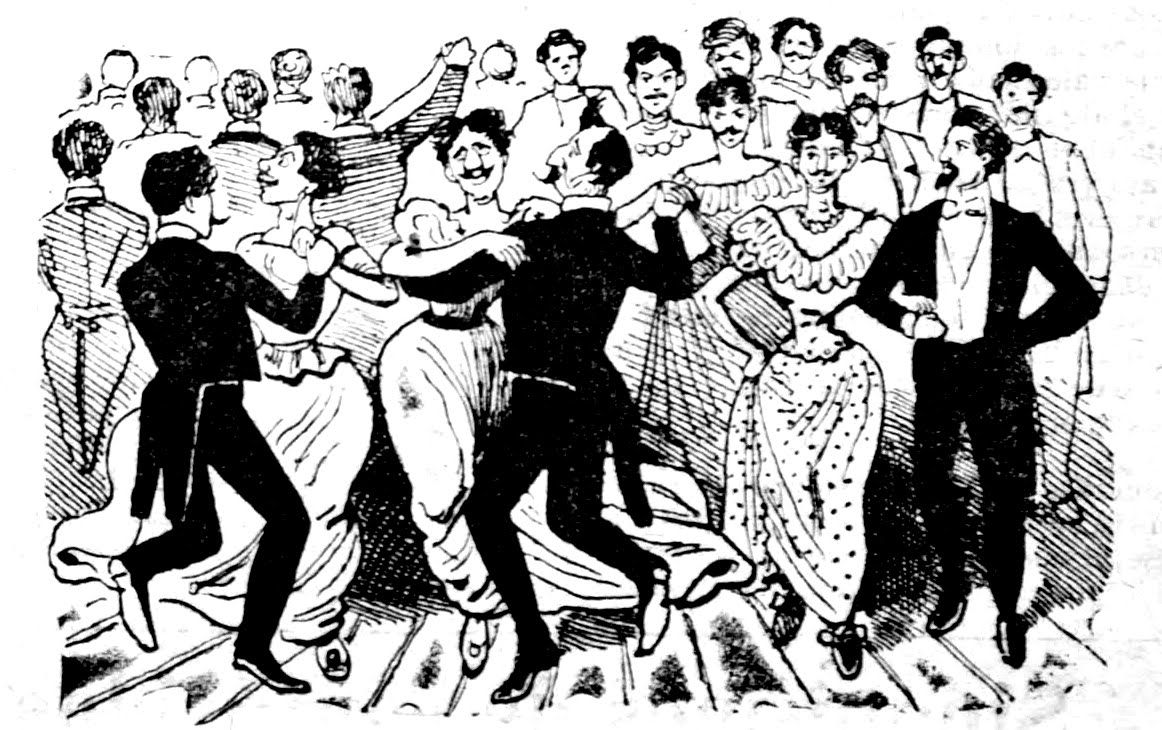
El caso de los cadetes ha sido comparado con el baile de los cuarenta y uno de México de 1902 (en la foto), otro famoso escándalo de homosexualidad.

Las fotografías de Ballvé Piñero han sido revalorizadas por su valor artístico y como pioneras del retrato homoerótico. Escribiendo para Soy en 2009, Alejandro Modarelli señaló que el escándalo abrió "la puerta entreabierta a un homoerotismo cuarteado que no había comenzado a existir entonces y que tampoco terminó ese día". Respecto a la persecución que siguió al escándalo, el artista Fernando Noy afirmó en 2009: “Debe haber sido como una escena de La caída de los dioses. Qué no hubiera dado Visconti por ser testigo. Con María Luisa Bemberg comenzamos a soñar con un guion cinematográfico, pero poco después ella murió, y la idea se congeló".
El legado del escándalo se ha relacionado con el del juicio de Oscar Wilde en el Reino Unido, el baile de los cuarenta y uno en México y el escándalo Harden-Eulenburg en Alemania. Tras trazar una conexión entre el escándalo de los cadetes y estos dos últimos, Adrián Melo escribió en la revista Soy en 2019: "Cada país tiene un hecho fundacional y un hito que representa un punto de inflexión en la historia de la homofobia, que condensa prejuicios médicos y prejuicios científicos y el conocimiento jurídico sobre la homosexualidad legitima la represión". Sin embargo, Melo también señaló en otra publicación que, si bien el baile de los cuarenta y uno ha sido reivindicado por la comunidad LGBT mexicana, el escándalo de los cadetes ha sido históricamente silenciado en Argentina —salvo las investigaciones pioneras de Juan José Sebreli y los más los recientes de Jorge Salessi, entre otros—, probablemente por la participación de miembros tanto de las Fuerzas Armadas como de familias de la oligarquía.
El dramaturgo e investigador Gonzalo Demaría escribió en 2017 la obra Juegos de amor y guerra, que se estrenó en Buenos Aires y representa los hechos del escándalo de los cadetes. En 2019 recibió acceso a los expedientes del caso, incluidas las infames fotografías, que durante mucho tiempo se creía perdidas y que habían sido muy buscadas por periodistas y científicos sociales homosexuales, incluidos Sebreli, Salessi, Osvaldo Bazán y Alejandro Modarelli. Aunque las fotos de los cadetes fueron destruidas, uno de los archivos adjuntos al caso conserva más de 200 fotografías de civiles, la mayoría de clase trabajadora. Sin embargo, el juez que permitió a Demaría acceder a los expedientes lo hizo con la condición de que no reprodujera las famosas fotos, por los posibles familiares vivos de los implicados. Siguiendo su investigación, publicó el primer libro centrado en el escándalo en febrero de 2020, titulado Cacería. En julio del mismo año se anunció que Metro-Goldwyn-Mayer adquirió los derechos del libro y tenía la intención de hacer una serie de ficción inspirada en el hecho real.